# 艾莉森·贝弗里奇

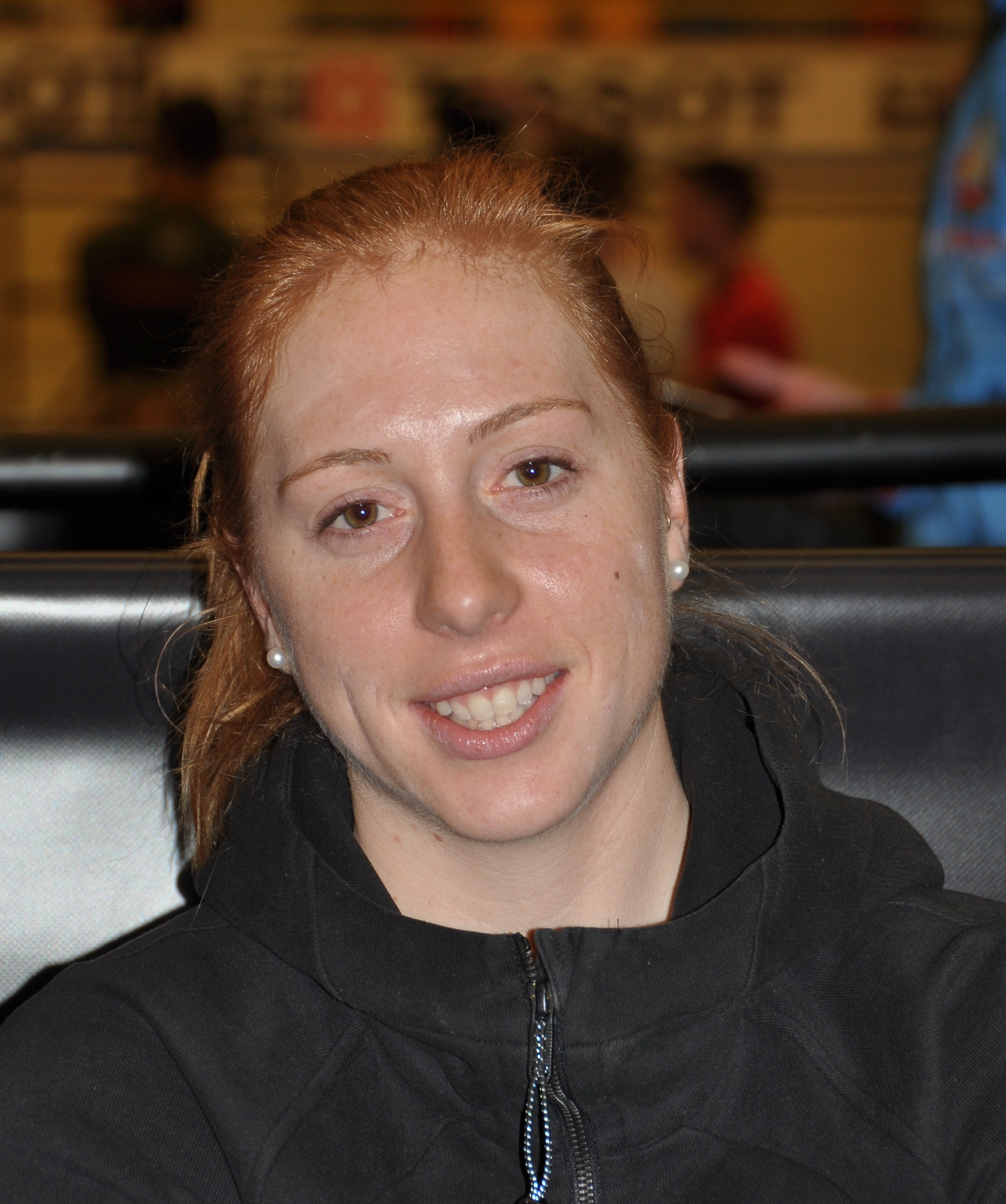
艾莉森·贝弗里奇

艾莉森·贝弗里奇（英語：Allison Beveridge，1993年6月1日—）是一名加拿大女子职业自行车运动员，2017年开始效力于UCI女子洲际队拉力自行车队。她参加2015年世界場地自由車錦標賽，在团体追逐赛和集体出发赛两个项目上都赢得铜牌。